# Klostret Sankt Georgen

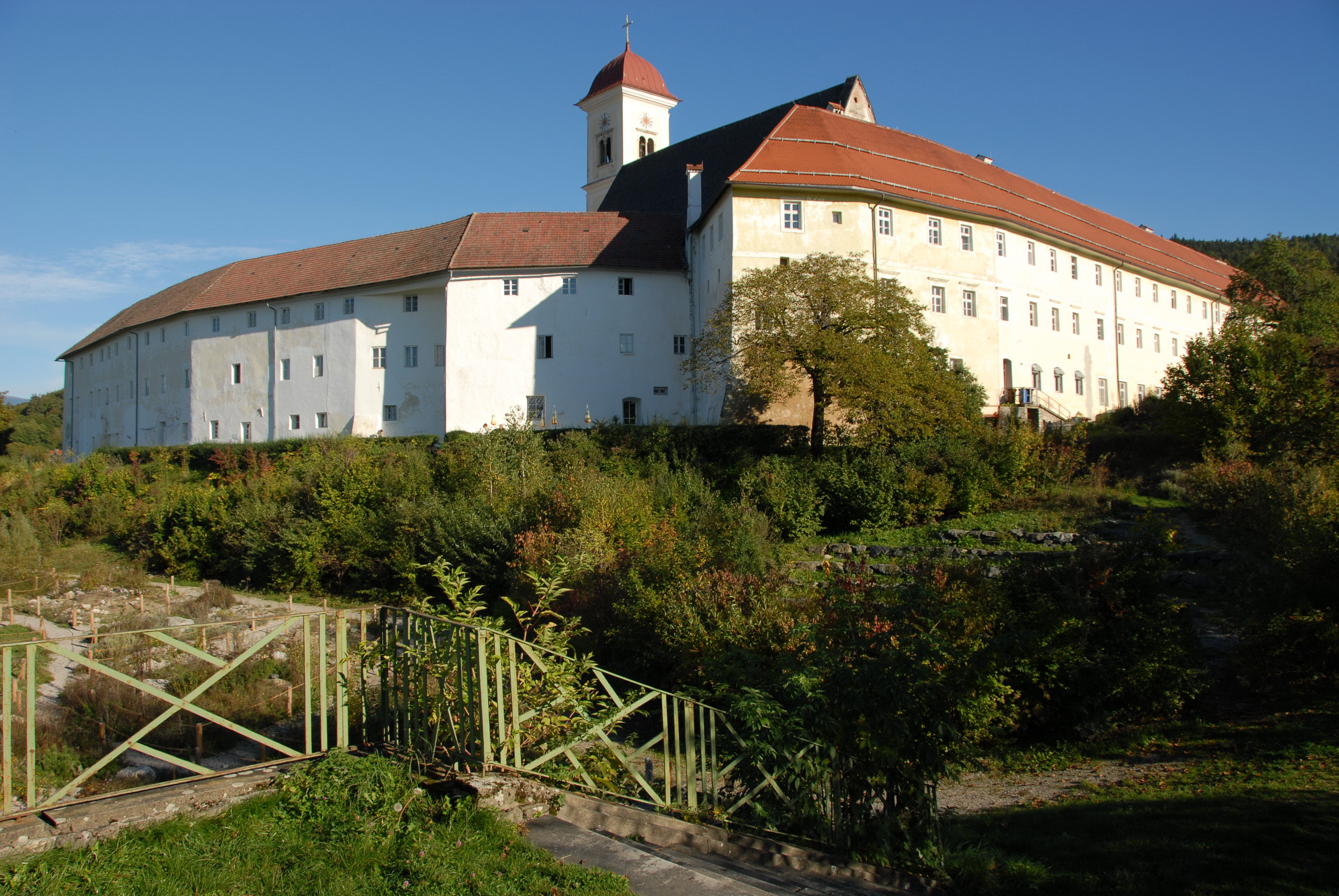
Klostret Sankt Georgen

Stift Sankt Georgen är ett före detta benediktinkloster i orten Sankt Georgen am Längsee i det österrikiska förbundslandet Kärnten. 
Klostret grundades av grevinnan Wichpurch mellan 1002 och 1008. Under åren 1654 till 1658 byggdes klostret om i barockstil efter ritningar av den italienska byggmästaren Pietro Francesco Carlone. Dock bevarades äldre byggnadsdelar så som arkadgångarna mot innergården i renässansstil. 
1786 stängdes klostret av kejsaren Josef II. Idag är det ett seminariecentrum. 